# Diamondog
Diamondog, (Luanda, 23 de Agosto de 1980) é um Rapper Angolano residente em Berlim   na Alemanha, conhecido por fazer um estilo de rap político e consciente. Diamondog também é jornalista,  documentarista e mestre em Visual Mídia e Antropologia pela Freie Universität Berlin.

## Biografia
Rapper  desde 1998, Diamondog conheceu a cultura Hip Hop aos 16 anos quando entrou para o curso de jornalismo no Instituto Médio de Economia de Luanda (IMEL). Influenciado por amigos e colegas que já conheciam a cultura Hip Hop a mais tempo, Diamondog passou de ouvinte a mestre de cerimonia (MC).
Diamondog já esteve em turnê por Barcelona - Espanha,  Porto, Braga, Gaia e Matosinhos em Portugal   e se apresentou em shows em Cracóvia na  Polônia e em cidades brasileiras tais como: Rio de Janeiro, São Paulo, Salvador-Bahia, Curitiba e Belo Horizonte, na companhia de Afrika Bambaataa, Marcelo D2 , Thaide da dupla Thaide e DJ Hum, Tianastacia, Wilson Sideral, Leandro Ferrari, Marku Ribas, Black Sonora, Tambolele, Dj Primo, Escola Criativa Olodum, Shameema - Godessa (South Africa) e muitos  outros.
As participações de Diamondog em concertos incluem: Carnaval Revolução (duas edições), Festival Pop Rock Brasil 2004, na companhia de Marcelo D2 e DJ Primo,  se apresentando para mais de 25 mil pessoas no estádio " independência" em Belo Horizonte (Brasil), Eletronika em Belo Horizonte, Festival de Artes Negras a convite de Africa Bambaataa com quem dividiu o palco por duas  vezes, Respetivamente no Brasil e em Berlim na Alemanha, FILE (Festival Internacional de Linguagem Eletrônica), Bread and Butter  em Barcelona,  Coca cola  Music Festival, Fete de la Musique,  Karneval der Kulturen, Wolfsburg Festival dentre outros  eventos.

## Trajetória Musical

### 1998: Primeiros Passos
Juntamente com o rapper angolano MC Kamba, atualmente radicado na Espanha e com quem formava dupla na época, Diamondog grava em Luanda a primeira música que se chamou "Se você quer ser Feliz". A música foi pela primeira vez ao ar no extinto programa de Hip Hop  "FM Expresso", que era apresentado pelo radialista Moisés Luis e que na época era o mais ouvido na capital angolana.

### 1999-2000: Asilo Politico (Brasil) e Clandestino
Devido a guerra civil em Angola que até então já durava 24 anos, Diamondog se muda para o Brasil onde recebe asilo político. Logo após a sua chegada no Brasil, Conhece Alexandre Muzzillo Lopes mais conhecido como DJ Primo, Jonathan o Gralha e Bill, que formavam o grupo Blackout e com os quais em contato, imerge na cena Hip Hop em Curitiba, cidade na qual viveu após a sua chegada no Brasil, e grava no ano seguinte a convite do rapper curitibano Maskot, a sua  primeira participação  musical no Brasil, produzida por Dj Primo e que contou igualmente com a participação do rapper Tio Fresh, do grupo de rap paulistano SP Funk.
Ainda em 2000,  Diamondog forma junto com o rapper brasileiro Jazzrell AKA Mic Forté, a dupla chamada "Clandestino", que significa família unida pelo destino. Uma analogia à escravidão que separou africanos e seus descendentes, e ao destino que os voltou a unir.

### 2004: Um Tributo às Nossas Nações
Em 2004 a dupla "Clandestino grava o álbum independente que se intitulou: "Um Tributo às Nossas Nações". O disco  contou com as participações especiais dos rappers, Cubanito (Havana), Kunkalopi (Cabo Verde), Kaio Estrao (Estados Unidos), Toaster Eddie e Rena Engels, respetivamente do  Brasil, e  trazia na sua maioria cancões de cunho social  e antiguerra com destaques para as músicas: Mãos Empunhando Canetas e Espalhe a Paz.

### 2005-2006: Comida de Comer e Compadres
Em 2005 Diamondog participa do CD "Comida de Comer", álbum filantrópico organizado por Podé Nastacia, no qual também participaram músicos e grupos  como Uakti, Marina Machado, Glauco Nastacia dentre outros. No ano a seguir, Diamondog é convidado pelo músico brasileiro Leandro Ferrari, a participar do projeto "Compadres" no qual Diamondog participa em 3 faixas, sendo uma delas em parceria com o rapper Cubanito.

### 2007: Arrebite/Documentário/WFD e Input-Junkies
No ano de 2007 a convite  dos produtores brasileiros Rafael Ferreira e Raul Costa,  Diamondog integra o coletivo Arrebite como MC e  juntos gravam o Vinil  com o mesmo nome do grupo "Arrebite". O LP lançado na Alemanha pela Phantanoise Records foi distribuído pela Juno Records, Alphacut Records, pela SBMONLINE, e foi destaque  na revista inglesa especializada em música eletrônica XLR8R, que disponibilizou em seu web site 3 faixas para escuta.
Convidado no mesmo ano pelo diretor de fotografia Marcelo Trotta (Cidade de Deus), Diamondog participa do documentário "Além do café petróleo e diamantes". Que concorrendo em festivais ganhou o premio de melhor direção no Festival de Pernambuco e a Menção Honrosa no Festival dos Direitos Humanos de São Paulo.
Em meados de 2007 Diamondog se muda para Berlim a convite da ONG alemã WFD Weltfriedensdienst) Serviço pela Paz Mundial, para realizar Workshops na Polônia e na Alemanha mostrando aos jovens que o Hip Hop pode ser uma ferramenta poderosa de expressão e de resolução de conflitos.
Ainda em 2007 Diamondog integra o projecto "Input-Junkies" e grava juntamente com a rapper Sul Africana Shameema, do grupo Godessa a música "International Monkey Business", que retrata de forma irônica a ignorância de muitos  ocidentais quanto ao chamado Terceiro Mundo.

### 2008: Malucofonia
Apesar de ter gravado ainda no Brasil em 2007 a Música "Eu quero uma dama", só em 2008 a mesma foi lancada, pela editora Acla na coletânea "Malucofonia". A música, escrita e interpretada por Diamondog, contou com a participação especial do rapper Cubanito nos refrões.

### 2009: Volkswagen Sound Foundation e Nomadic Wax
Em 2009 o trabalho de Diamondog  ganha reconhecimento da Volkswagen ao ser escolhido como um dos artistas do ano de 2009. Assim sendo, Diamondog  foi patrocinado pela companhia automobilística Alemã através do projeto, Volkswagen Sound Foundation, que para além de  vários incentivos artísticos, lhe  agraciou com um mini ônibus para turnês num período de um ano.
Ainda no mesmo ano a convite da editora americana Nomadic Wax, Diamondog gravou a música "Alexis Sinduhije needs freedom" em prol da libertação do jornalista Burundes  Alexis Sinduhije, nomeado pelaTime Magazine  uma das 100  pessoas mais influentes  de 2009, e que estava detido pelo governo do Burundi, pelo seu trabalho humanista de tentar reconciliar Hutus e Tútsis.

### 2010: Evolução do Hip Hop no Mundo e Coptic
No começo de 2010 Diamondog foi incluído pela  BBC  no mapa sobre a evolução da cultura  Hip Hop no Mundo. No mapa em questão, Diamondog interpreta em áudio sobre o mapa de Angola a música  Time and Money  que fala sobre corrupção e a ganancia dos seres humanos, frente a miséria cronica que abunda no mundo. A música foi produzida pelo rapper e produtor alemão LMNZ e conta também com a participa da cantora  americana de R&B e  Soul Lady Daisey.
Ainda em 2010 Diamondog tem participação confirmada no álbum do produtor americano Coptic, que tem no seu currículo produções para rappers como Notorious BIG, Puff Daddy, KRS One, Buckshot, G-Dep, Jermaine Dupri dentre outros. O álbum que ainda está em estúdio chamar-se-a "Close to my Roots" e visa unir rappers africanos e americanos reconhecidos no mercado musical mundial.
Atualmente Diamondog trabalha em seu primeiro álbum solo, sem data de lançamento prevista, mas que a princípio se chamará "Amordaçados Jamais" e será provavelmente em inglês.

## Discografia/Coletâneas e  Participações
- Clandestino - Um Tributo às Nossas Nações 2004
- Coletânea - Comida de Comer  2005
- Input - Junkies  2007
- Arrebite  2007
- Malucofonia  2008
- Mixtape - Democracy in Burundi  2008
- Gimme my Microphone Check  2009
- LMNZ - Hip Hop World Wide   2010